# كارنيفال جوبيلي
كارنيفال جوبيلي (بالإنجليزية: Carnival Jubilee) هي السفينة السياحية الأكبر في أسطول شركة كارنيفال للرحلات البحرية مع شقيقتيها سفينة ماردي جرا و سفينة كارنيفال سليبريشن. ودخلت في الخدمة في عام 2023.

## نبذة
كان من المقرر أن يتم تسليم السفينة الثالثة التي طلبتها شركة عايدة للرحلات البحرية في النصف الأول من عام 2023، وبدأ بناؤها في 18 مارس 2022. ومع ذلك، أعلنت شركة كارنيفال كوربرايشن في يونيو 2021 أنها ستتسلم السفينة بدلاً من علامتها التجارية عايدة. وجرى تعويم السفينة في يوليو 2023، تلا ذلك تركيب قمعها الجناحي. وفي أكتوبر 2023، تم نقلها من حوض بناء السفن في بابنبرغ بألمانيا إلى إيمشافن في هولندا. واكملت جولتها الأولى من التجارب البحرية في بحر الشمال في 14 نوفمبر 2023. تأخر تسليم السفينة وبسبب ذلك ألغيت الرحلات البحرية الأولية. وتم تسليم السفينة في النهاية في 4 ديسمبر 2023.
إضافة إلى استنساخ جميع الميزات الرئيسية من شقيقتها، تقدم منطقتي مرح جديدتين، استلهمت هذه المناطق من المحيط والشواطئ، وتتميز بمجموعة مختارة من التجارب ومناطق تناول الأطعمة والمشروبات. تقع منطقة الشواطئ في الطابق 8، وهي منطقة مستوحاة من الطرق التي يستمتع بها الناس على شاطئ البحر بما في ذلك الأرصفة والممرات والشواطئ.
والسفينة هي ثالث سفينة بعد سفينة ماردي جرا وكارنيفال سليبريشن في أسطول كارنيفال للرحلات البحرية تعمل بالغاز الطبيعي المسال.